# Пинелас (окръг, Флорида)
Окръг Пинелас (на английски: Pinellas County) е окръг в щата Флорида, Съединени американски щати. Площта му е 1575 km², а населението - 928 031 души. Административен център е град Клиъруотър.